# جيسي آندروز
جيسي أندريوس (بالإنجليزية: Jessie Andrews)‏، هي منسقة موسيقى ومصممة جواهر وممثلة إباحية وعارضة أمريكية. وُلدت في 22 مارس 1992 في مدينة ميامي بولاية فلوريدا في الولايات المتحدة. مارست العمل في صناعة الإباحية بين عامي 2010 و2012، حيث حازت على عدة جوائز تقديرًا لأدائها في هذا المجال. بعد ذلك، اتجهت إلى عالم التصميم والموسيقى.

## روابط خارجية
- جيسي آندروز على موقع IMDb (الإنجليزية)
- جيسي آندروز على موقع ميوزك برينز (الإنجليزية)
- جيسي آندروز على موقع ديسكوغز (الإنجليزية)
- جيسي آندروز على موقع قاعدة بيانات الفيلم (الإنجليزية)
- جيسي آندروز على موقع كينوبويسك (الروسية)